# Dorthe Jensen (atlet)
 Der er flere personer med dette navn, se Dorthe Jensen.
Dorthe Jensen (født i 12. april 1973) er en tidligere dansk atlet, som stillede op for Aalborg FF frem til 1994 derefter Aarhus 1900. Hun vandt ni danske mesterskaber i trespring, det første som 16-årig 1989.
Har den danske rekord i trespring på 13,84 sat i ved universitetslegene på Sicilien i Catania, 29. august 1997.

## Internationale mesterskaber
- 1998 EM Trespring 19.plads 13,78
- 1997 VM Trespring 24.plads 13,69
- 1997 VM-inde Trespring 14.plads 13,58

## Danske mesterskaber
- Guld 1998 Trespring 13,21
- Sølv 1998 100 meter hæk 14,67
- Guld 1997 Trespring 13,00w
- Guld 1997 Trespring inde 13,33
- Guld 1996 Trespring 13,11w
- Bronze 1996 Længdespring 6,21
- Bronze 1996 Længdespring inde 5,95
- Guld 1995 Trespring 12,24
- Guld 1994 Trespring 12,40w
- Sølv 1994 Længdespring 5,90
- Guld 1993 Trespring 12,00
- Guld 1992 Trespring 12,08
- Bronze 1992 Længdespring 5,76
- Bronze 1990 100 meter 12,51
- Bronze 1990 100 meter hæk 14,54
- Guld 1989 Trespring 11,86
- Bronze 1989 100 meter hæk 14,80
- Bronze 1989 Længdespring 5,66
- Sølv 1988 Trespring 11,60
- Bronze 1988 100 meter hæk 14,89